# 盛彤笙
盛彤笙（1911年6月4日—1987年5月9日），江西永新人，中國农学家、兽医学家、农业教育家。在水牛脑脊髓炎、马鼻疽病研究等方面都有重要成果，倡导“大畜牧业”思想，为中国现代畜牧兽医事业的重要奠基人。

## 生平
1928年考入国立中央大学理学院生物学系，提前一年学完本系必修课程。1931年转入位于上海的国立中央大学医学院（1933年独立为上海医学院），提前两年毕业。1934年赴德国柏林大学学习，1936年获柏林大学医学院医学博士学位，1938年获柏林大学兽医学院兽医学博士学位。
1938年回国，任国立西北农学院（现西北农林科技大学）教授、畜牧兽医系主任。1941年转往成都任中央大学农学院畜牧兽医系教授，兼任齐鲁大学医学院微生物学教授。1946年筹建中国第一所兽医学院西北兽医学院（1985年组建为甘肃农业大学），出任首任院长。1956年参与中国科学院西北分院的筹建工作。
盛彤笙曾祖父盛一朝为同治元年进士。岳父邹钟琳为中国农业昆虫学家。

## 社会兼职
曾任中国畜牧兽医学会名誉理事长、国务院学位委员会学科评议组成员兼畜牧兽医小组召集人。